# دانيال هاسلر
دانيال هاسلر (بالألمانية: Daniel Hasler)‏ هو لاعب كرة قدم ليختنشتاني، ولد في 18 مايو 1974 في جامبرين في ليختنشتاين. شارك مع منتخب ليختنشتاين لكرة القدم. أما مع النوادي، فقد لعب مع نادي فادوتس ونادي ويل.

## وصلات خارجية
- دانيال هاسلر على موقع الاتحاد الدولي (مؤرشف)  (الإنجليزية)
- دانيال هاسلر على موقع الاتحاد الأوربي (الإنجليزية)
- دانيال هاسلر على موقع قاعدة بيانات كرة القدم.إي يو (الإنجليزية)
- دانيال هاسلر على موقع ناشيونال فوتبول تيمز (الإنجليزية)